# Michał Blecharczyk

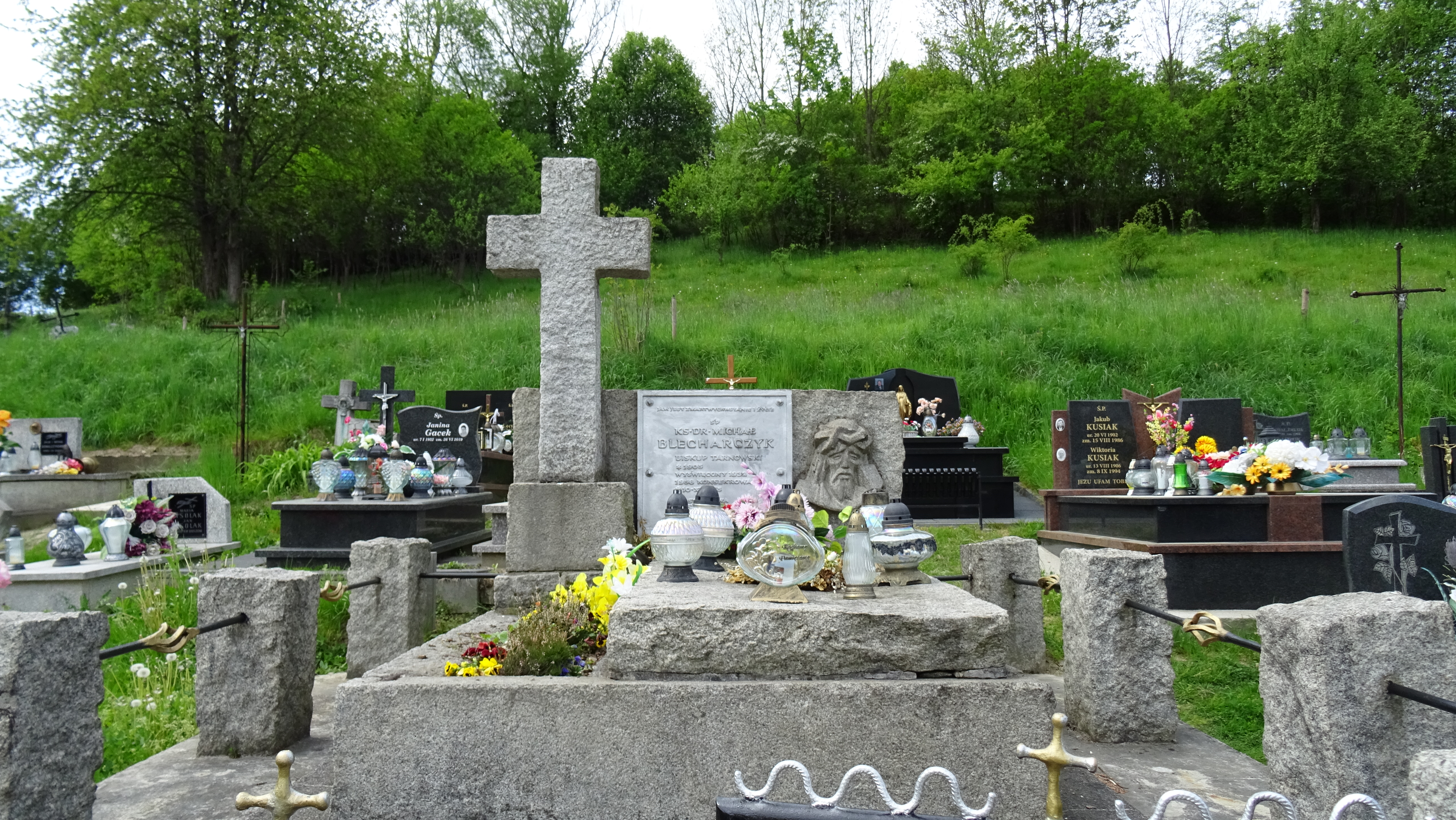
Grób biskupa Michała Blecharczyka na cmentarzu parafialnym w Olszówce

Michał Blecharczyk (ur. 26 sierpnia 1905 w Rabie Niżnej, zm. 10 listopada 1965 w Tarnowie) – polski biskup rzymskokatolicki, biskup pomocniczy tarnowski w latach 1958–1965.
Urodził się 26 sierpnia 1905 w Rabie Niżnej. Święceń prezbiteratu udzielił mu 26 marca 1932 arcybiskup Leon Wałęga. Po święceniach kapłańskich pracował jako wikariusz w Ciężkowicach, Baranowie i Brzesku. Był ojcem duchownym i profesorem Wyższego Seminarium Duchownego w Tarnowie. Pełnił funkcję proboszcza w Bochni.
6 lipca 1958 został mianowany biskupem pomocniczym diecezji tarnowskiej. Konsekrowany został 5 października 1958 przez arcybiskupa Eugeniusza Baziaka.
Zmarł 10 listopada 1965 w Tarnowie. Został pochowany na cmentarzu parafii św. Jana Chrzciciela w Olszówce.